# Antifog
Eine Antifog-Beschichtung ist eine spezielle Oberflächenbehandlung auf glasklaren Oberflächen, die ein Beschlagen (Kondensieren) unter Einwirkung von Wasserdampf (Nebel = fog) verhindern soll. Dabei sind drei verschiedene Arten von Beschichtungen gebräuchlich: Netzmittel, Nanopartikel und Speichel.

## Netzmittel
Antifog (Antibeschlag)-Beschichtungen sind aus den Anwendungen für durchsichtige Visiere für Motorradhelme, Arbeitsschutz- oder auch Schwimmbrillen seit einigen Jahren bekannt. Man setzt spezielle Sprays oder Flüssigkeiten ein, so genannte Netzmittel, die verhindern, dass sich bei der Kondensation von Wasserdampf mikroskopische Tröpfchen bilden, die das Licht streuen und die klaren Teile fast oder vollständig undurchsichtig werden lassen. Ein Nachteil ist die begrenzte Wisch- oder Kratzfestigkeit dieser Substanzen, die eine häufige Nachbehandlung erfordern.

## Nanopartikel
Michael Rubner vom Massachusetts Institute of Technology (MIT) entwickelte im Jahre 2005 auf der Basis der Nanotechnologie eine dauerhaft wirksame Beschichtung mit antifog-Effekt. Siliziumoxid-Nanopartikel werden in einen Polymerfilm eingebettet, der auf die zu behandelnden Oberflächen nach einem Spezialverfahren aufgebracht wird. Der Wasserdampf schlägt sich auch auf diesen Schichten als klarer und durchsichtiger Film nieder. Die Schicht ist nahezu wartungsfrei und auch mechanisch wenig empfindlich.
Das Antifog-Coating ist eine klare durchsichtige Schicht mit einer Dicke von wenigen Mikrometern, die die optischen Eigenschaften des behandelten durchsichtigen Gegenstandes nicht wesentlich verändert.
Die Nano-antifog-Beschichtungen werden für bereits genannte Anwendungen, weiterhin auch für Anti-Beschlag-Eigenschaften auf Automobil-Windschutzscheiben, Scheinwerferverglasungen sowie im Flugzeugbau, in optischen Geräten und in Sichtfenstern für Überwachungszwecke in Industrieanlagen  eingesetzt. Es sind weit größere Flächen gleichmäßig behandelbar als mit den herkömmlichen Sprays.
Durch die breite Anwendung werden diese Beschichtungen auch im Sport- und Freizeitbereich zu günstigen Preisen angeboten.

## Speichel
Beim Sporttauchen reibt man zum gleichen Zweck die Tauchmaske von innen mit Speichel ein, um ein Beschlagen zu vermeiden.